# 大西洋中央海嶺

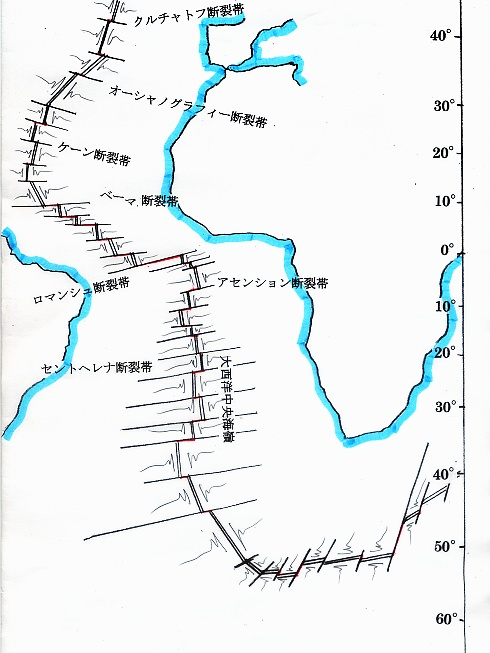
北大西洋中央海嶺

大西洋中央海嶺（Mid-Atlantic Ridge、たいせいようちゅうおうかいれい）は、大西洋中央部を南北に貫く海嶺である。スバールバル諸島の西の北極海からアイスランド・アゾレス諸島を経て大西洋のほぼ中央を南北に走り、大西洋南部のブーベ島付近で南西インド洋海嶺及び南アメリカ南極海嶺に繋がっている。
アイスランドは、島の中央を北大西洋中央海嶺が貫いている。このような島は世界ではアイスランドしかない。
スバールバル諸島以北の北大西洋中央海嶺は、超低速で拡大するナンセン・ガッケル海嶺に繋がり、アイスランド 北方から東シベリアまで続く。

## 発見史
大西洋の海底山脈の存在は1850年に予想された。1872年に大西洋横断電信ケーブルの敷設個所を調べていたチャレンジャー号が、海面下に存在する海洋底が浅くなっている箇所を発見した。そして1925年にソナーによって確認された。1950年代に地球の海底地形を図化していたチームが、海底に存在する奇妙な嶺と谷の連なりを明らかにした。その中央谷は活発な地震の巣であることが分かった。そして4万 kmの長さに及ぶ地球規模の中央海嶺の存在により、海洋底拡大説が導かれ、ウェーゲナーの大陸移動説が受け入れられるようになった。

## 海底地形
海嶺は、マントルから噴出したマグマが新たな海底地殻を生成している場所であり、リフト谷が中央海嶺軸に沿って伸びている。一般に、大西洋中央海嶺の山頂は水深2500 m前後にあり、その麓は水深5000 m前後である。ただし、アイスランドのように海嶺が海面上にまで姿を現した場所のような、例外的な箇所も存在する。
なお、赤道付近のロマンシュ海溝は大西洋中央海嶺を北と南に分ける長さ300 km、幅19 kmの狭い海底の谷で、最深部の水深は7758 mに達する。これはプエルトリコ海溝、サウスサンドウィッチ海溝に次ぐ深さである。

## 地質
北大西洋中央海嶺は大西洋中央ライズと呼ばれる高まりの上にある。このライズはアセノスフェアのマントル対流が海洋地殻とリソスフェアを押し上げ、東西に広げる作用によって出来たものと考えられる。三畳紀に超大陸・パンゲア大陸が分裂して海嶺形成が始まった。アフリカ大陸、南米大陸、北米大陸、ユーラシア大陸が分離し、大西洋が拡大していった。この拡大はロマンシュ断裂で代表されるトランスフォーム断層運動によって進んだ。大西洋海底には中央海嶺を横切るこのような断層が無数に存在することが地磁気データからも知られる。なお、現在の北大西洋中央海嶺には、例えばアイスランド・ホットスポットやショウナ・ホットスポットのように、ホットスポットと位置がほぼ重複した箇所も存在する。